# Katje
Een katje is een gemengde bloeiwijze met bijna of geheel zittende, eenslachtige bloemen langs de bloemspil. Zijn de bloemen mannelijk (alleen met meeldraden), dan valt het katje na de bloei in zijn geheel af. Deze bloeiwijze komt vooral voor bij bomen en struiken van de wilgenfamilie (waaronder de boswilg en de schietwilg), de berkenfamilie (waaronder de berk, de hazelaar en de zwarte en witte els), de moerbeifamilie en de  beukenfamilie (waaronder de eik en de tamme kastanje). Omwille van de fysieke gelijkenis met de staart van een kitten, een jong 'katje', werd aan de bloeiwijze dezelfde naam gegeven.

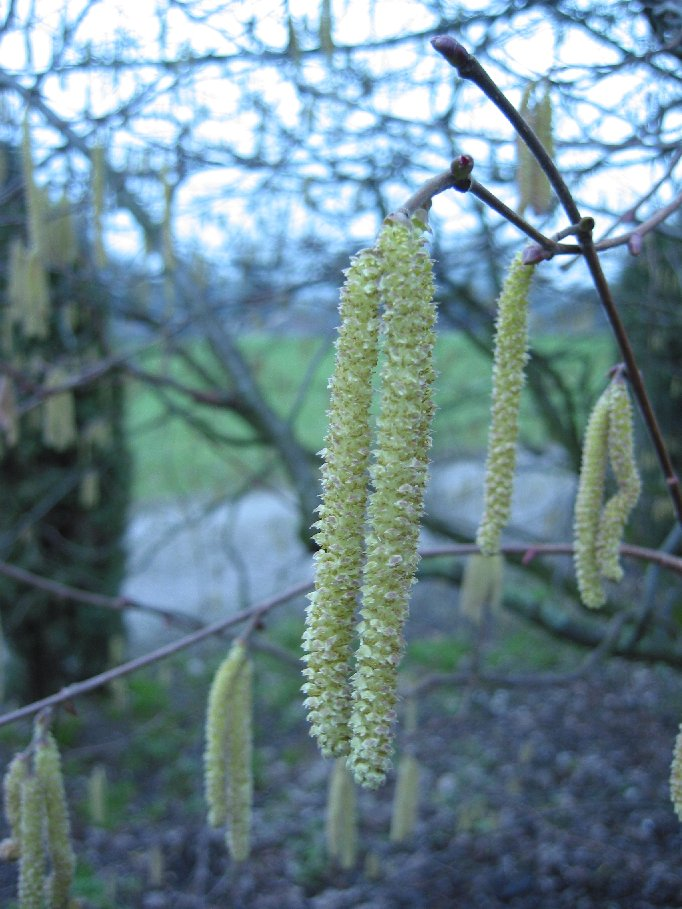
Mannelijke katje van de hazelaar
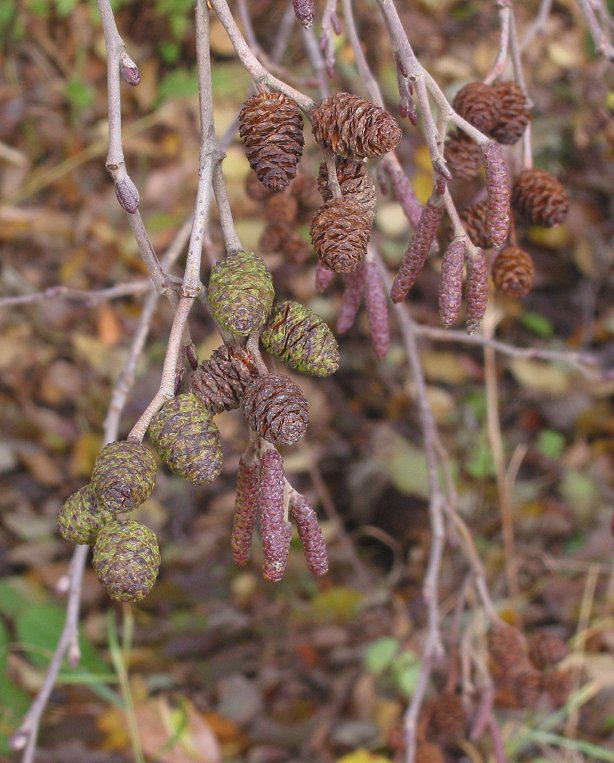
Kegelvormige vrouwelijke en langwerpige mannelijke katjes van de els in het najaar
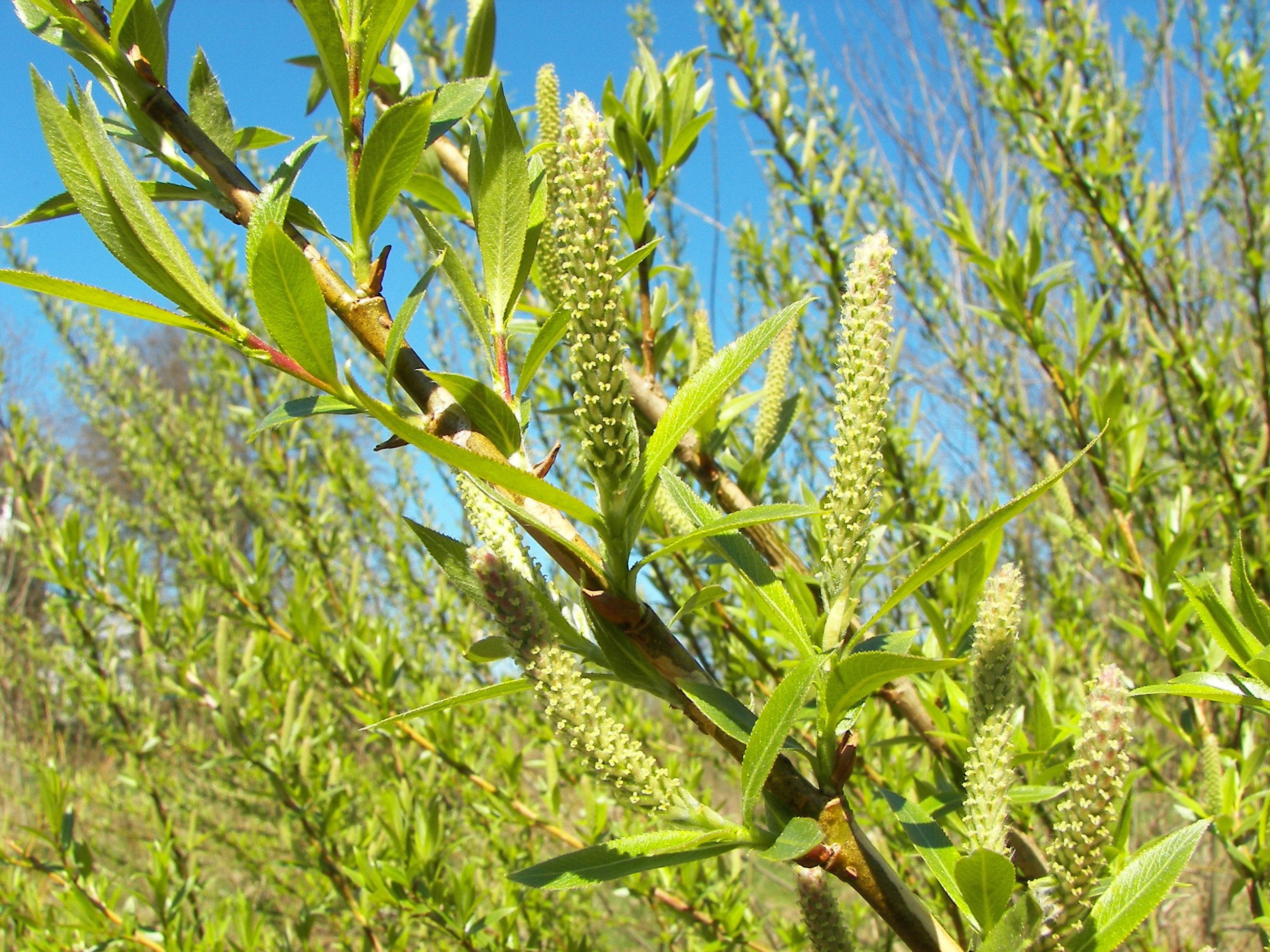
Vrouwelijke katjes van de schietwilg
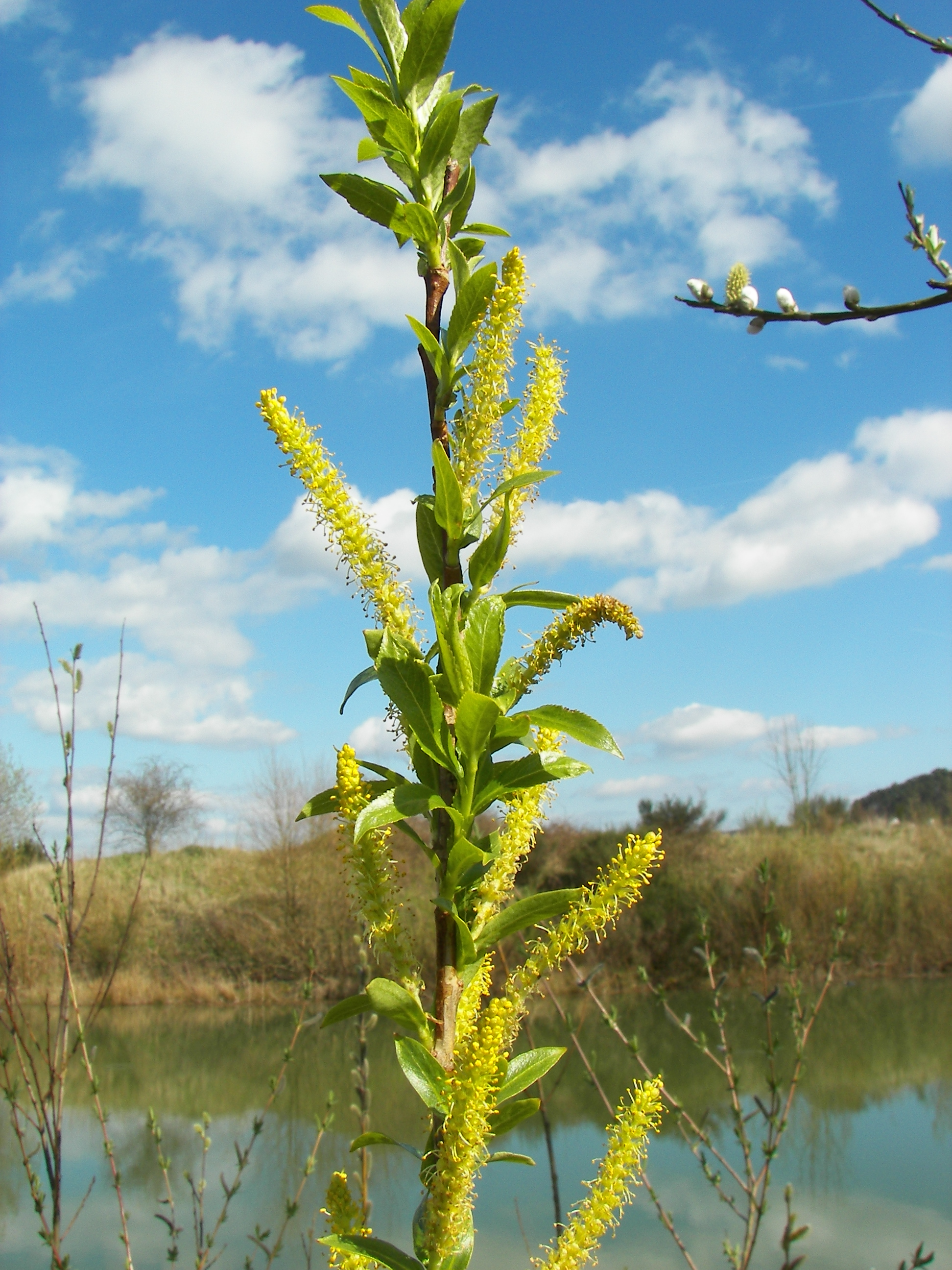
Mannelijke katjes van de schietwilg
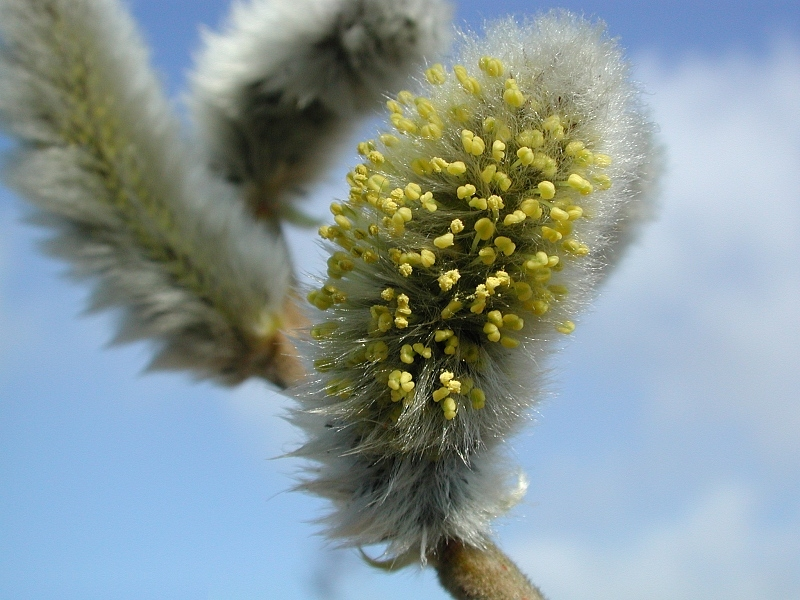
Mannelijk katje van een wilgensoort
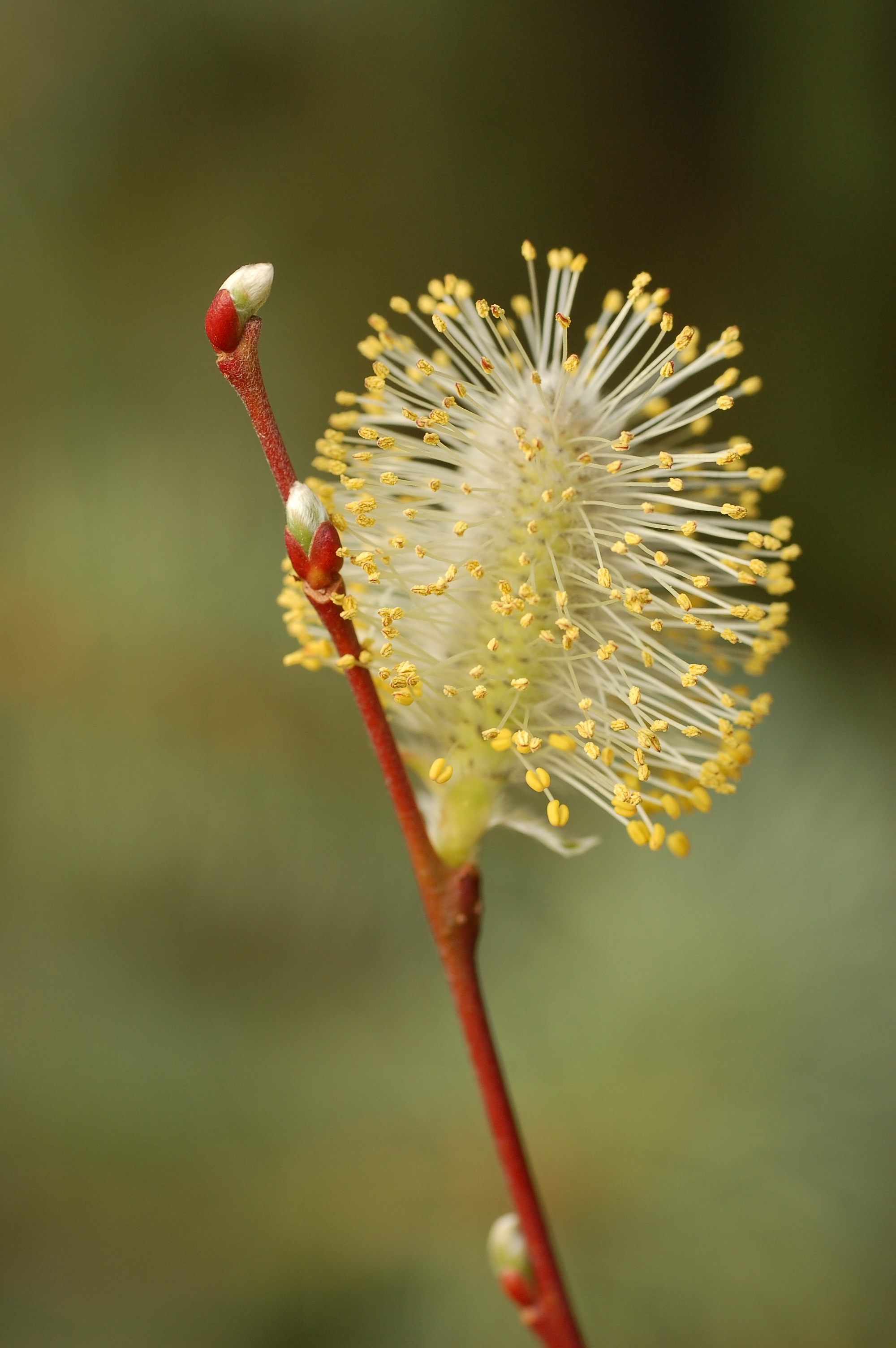
Mannelijk katje van een wilgensoort
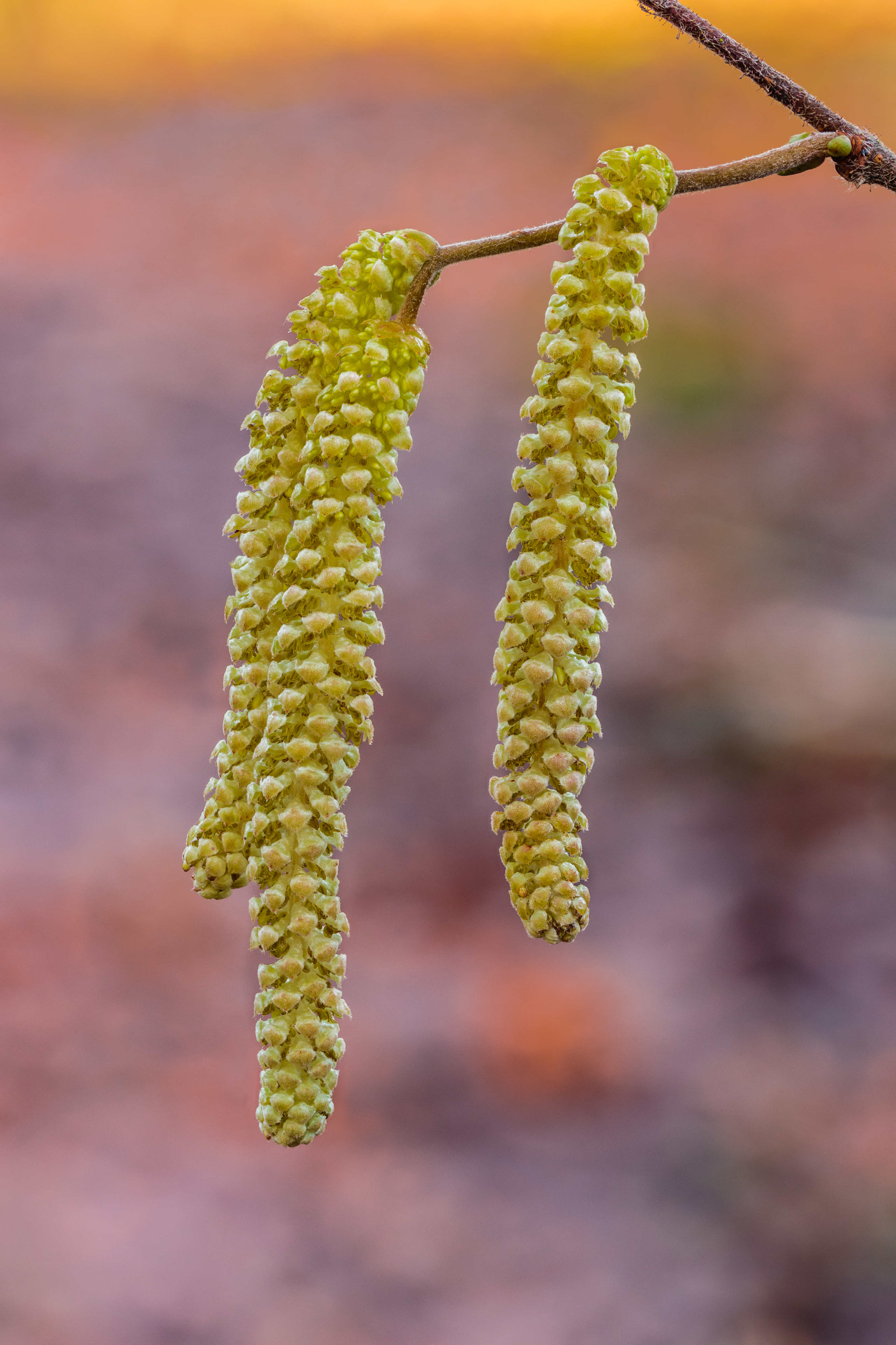